# Distrito electoral de Red Willow (condado de Red Willow, Nebraska)
Red Willow (en inglés: Red Willow Precinct) es un distrito electoral ubicado en el condado de Red Willow en el estado estadounidense de Nebraska. En el Censo de 2010 tenía una población de 259 habitantes y una densidad poblacional de 2,78 personas por km².

## Geografía
Red Willow se encuentra ubicado en las coordenadas 40°12′51″N 100°27′44″O / 40.21417, -100.46222. Según la Oficina del Censo de los Estados Unidos, Red Willow tiene una superficie total de 93 km², de la cual 92.95 km² corresponden a tierra firme y (0.06%) 0.06 km² es agua.

## Demografía
Según el censo de 2010, había 259 personas residiendo en Red Willow. La densidad de población era de 2,78 hab./km². De los 259 habitantes, Red Willow estaba compuesto por el 99.61% blancos, el 0% eran afroamericanos, el 0.39% eran amerindios, el 0% eran asiáticos, el 0% eran isleños del Pacífico, el 0% eran de otras razas y el 0% pertenecían a dos o más razas. Del total de la población el 0.77% eran hispanos o latinos de cualquier raza.